# Шеф на кабинета на Белия дом
Шефът на кабинета на Белия дом (на английски: White House Chief of Staff) е старши помощник на президента на Съединените щати и е отговорен за целия президентски екип. Шефът на кабинета работи ежедневно и много отблизо с президента, а в резултат на това в ръцете му е концентрирана голяма власт.
По време на администрацията на Обама, до 1 октомври 2010 г., шеф на кабинета е Рам Еманюел. След като той решава да подаде оставка, за да се кандидатира за кмет на Чикаго, за изпълняващ длъжността шеф на кабинета бива избран Пийт Русе. На 6 януари 2011 г. е обявено, че Уилям Дейли ще бъде постоянен наследник на Рам Емануел на длъжността шеф на кабинета на Белия дом. Дейли подава оставка през януари 2012 г. и е заменен на поста от Джейкъб Лю. След преизбирането на Барак Обама за втори мандат, и след като Джейкъб Лю е обявен за следващия финансов министър, Обама обяви през януари 2013 Денис Макдоноу за нов шеф на кабинета.
В екипа на Джо Байдън за шеф на кабинета на Белия дом е излъчен Рон Клайн, заменен през 2023 година от Джеф Зайънтс.